# Prah Khan

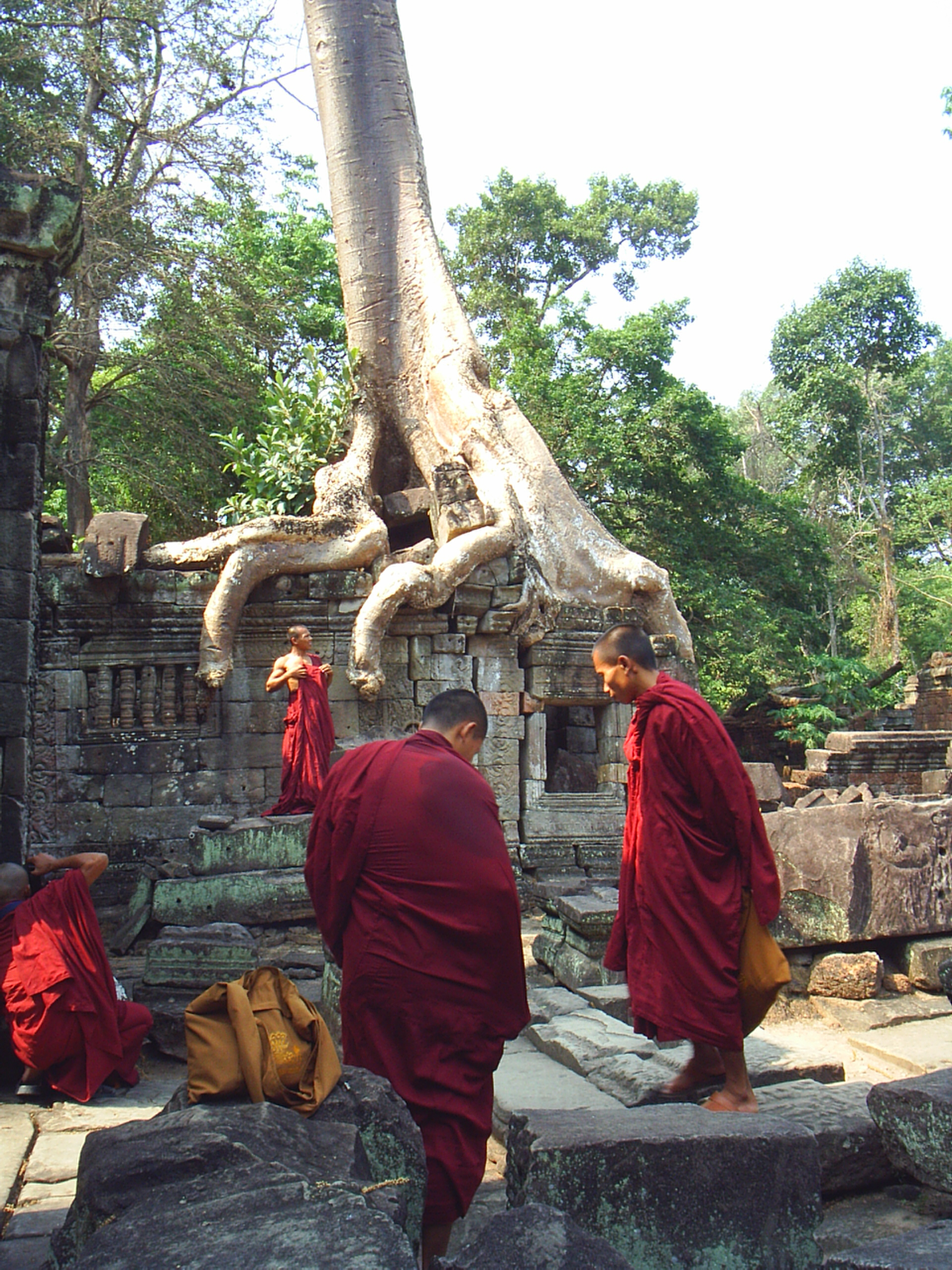
Buddhista szerzetesek a kolostor romjánál

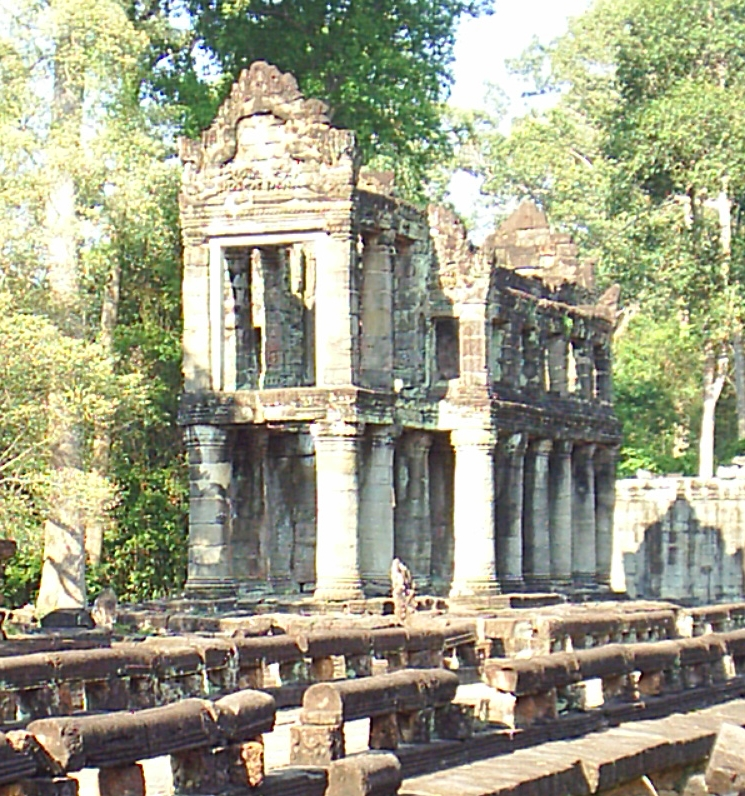
A kétemeletes, kerek oszlopos épület etredeti funkciója ismeretlen

Prah Khan vagy Preah Khan – a „Szent kard” – 1191-ben, VII. Dzsajavarman uralkodása alatt épült buddhista templom-kolostor Angkorban, Kambodzsában. A templom Angkorthom északi fala közelében áll; a Prah Khan keleti oldalán kialakított csónakkikötő közvetlenül a Dzsajatataka barajhoz kapcsolódik. Ez az 56 hektáros alapterületű, Ta Prohmhoz hasonló stílusú „lapos” templom, a város oktatási központja, buddhista egyetem volt: falai között 1000 lelki vezető, 1000 apszara, közel 100 ezer tanítvány és szolgáló élt.

## Története és jellegzetességei

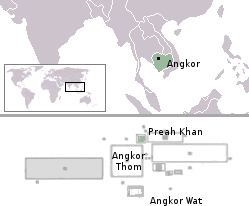
Prah Khan Angkorthom északkeleti sarkánál áll.

Prah Khan, az új királyi főváros Angkorthom mintájára, Dzsajavarman király 1181-ben, a csamok felett aratott győzelme emlékére épült. Eredeti neve: Nagara Dzsajasri (Nagara Jayasri) – A győzelem szent városa. A vizesárokkal és fallal körülvett egyszerű szerkezetű, de igen díszes, galériákkal udvarokra tagolt épület a király apjának emlékét szolgálta.
A templomot körülölelő 700×800 méteres, 5 méter magas lateritfalat hatalmas, Nagát tartó garudák díszítik. A vizesárkok felett átívelő hidakat a „Tenger köpülését” ábrázoló domborművek borítják. A Bajon-stílusú épületnek eredetileg 102 tornya volt. A templom-kolostor szellemi és vagyoni gazdagságát jól példázza, hogy a régészek 515 (ebből 430 különböző) istenszobrot találtak Prah Khanban, bár a templom Buddha-domborműveit VIII. Dzsajavarman (1243–1295) anti-buddhista szellemiségű uralkodása alatt lerombolták.
A templom nem csupán stílusában de állagát tekintve is Ta Prohmhoz, a király édesanyja emlékének szentelt kolostorhoz hasonló. A hatalmas fügefák léggyökereinek súlya alatt roskadozó épületegyüttes nagy része restaurálásra vár.
Prah Khan a korabeli khmer templomok mintájára keleti tájolású, főbejáratát is itt találjuk. A falon belül további két körbefutó folyosóval tagolt udvar, galériákkal összekötött földszintes épületek, pavilonok és szentélyek sora áll. A kisebb-nagyobb építmények elrendezését tekintve a Prah Khan kolostor-templom egy kisméretű városra hasonlít. A templom első 200×175 méteres galériájának sarkaiban egy–egy melléktemplom áll, amelyeket Sivának, Visnunak az előző királynak és feleségének szenteltek. A keleti átjárótól nyugatra található a mennyei táncosnőkkel díszített kétemeletes Táncterem; oszlopos szerkezetét tekintve megegyezik Ta Prohm és Bantej Kdei hasonló melléképületével. Az udvaron továbbhaladva két Könyvtár áll. A második, 85×76 méteres galéria fala gazdagon díszített. E belső fal tornyos gopuráján áthaladva szentélyekkel zsúfolt udvarra érkezik a látogató. A galéria belső falait és a központi szentély hatalmas tornyát egykor bronz lapok díszítették. A belső udvaron álltak a királyi család temetkezőkápolnái is. A központi szentélyben álló Avalokitésvara szobrot, amelyet a király édesapjáról – Dharaninrdáról – mintáztak, a 15. század során egy sztúpára cserélték.

## Külső hivatkozások
- Czeiner Nándorné: Kambodzsa útinapló, 2001. december; Elektronikus kiadás: Terebess Ázsia E-Tár
- Khmer temples in Angkor (angol)